# 퍼트리샤 톨먼
퍼트리샤 톨먼(Patricia Tallman, 1957년 9월 4일 ~ )은 미국의 배우이다.

## 출연 작품

### 영화
- 모터싸이클의 기사들 (1981)
- 공포의 살인원숭이 (1988)
- 살아있는 시체들의 밤 (1990)
- 킬링 머신 (1991, Sweet Justice)
- 이블 데드 3 - 암흑의 군단 (1992)
- 위험한 누명 (1993, Benefit of the Doubt)
- 칼리포니아 (1993)
- 오스틴 파워: 제로 (1997)
- InAlienable (2007)
- 데드 에어 (2009, Dead Air)

### 텔레비전
- 스타 트렉: 더 넥스트 제너레이션 (1992-93)
- 바빌론 5 (1993-98)
- 위드아웃 어 트레이스 (2004-07)